# Municipio de Clitherall
El municipio de Clitherall (en inglés: Clitherall Township) es un municipio ubicado en el condado de Otter Tail en el estado estadounidense de Minnesota. En el año 2010 tenía una población de 455 habitantes y una densidad poblacional de 4,97 personas por km².

## Geografía
El municipio de Clitherall se encuentra ubicado en las coordenadas 46°13′30″N 95°41′54″O / 46.22500, -95.69833. Según la Oficina del Censo de los Estados Unidos, el municipio tiene una superficie total de 91.6 km², de la cual 74,8 km² corresponden a tierra firme y (18,34 %) 16,8 km² es agua.

## Demografía
Según el censo de 2010, había 455 personas residiendo en el municipio de Clitherall. La densidad de población era de 4,97 hab./km². De los 455 habitantes, el municipio de Clitherall estaba compuesto por el 96,92 % blancos, el 2,42 % eran amerindios y el 0,66 % eran de una mezcla de razas. Del total de la población el 0 % eran hispanos o latinos de cualquier raza.